# Elecciones municipales de Chiclayo de 1966
Las elecciones municipales de Chiclayo de 1966 se llevaron a cabo el 13 de noviembre de 1966 para elegir al alcalde y al Concejo Provincial de Chiclayo para el periodo 1967-1969. La elección se celebró simultáneamente con elecciones municipales en todo el país.

## Sistema electoral
La Municipalidad Provincial de Chiclayo es el órgano administrativo y de gobierno de la provincia de Chiclayo. Está compuesta por el alcalde y el Concejo Provincial.
La votación del alcalde y el concejo se realiza en base al sufragio universal alfabeto, que comprende a todos los ciudadanos nacionales mayores de veintiún años, empadronados y residentes en la provincia de Chiclayo y en pleno goce de sus derechos políticos.
El Concejo Provincial de Chiclayo está compuesto por 20 concejales elegidos por sufragio directo para un período de tres (3) años, en forma conjunta con la elección del alcalde (quien lo preside). La votación es por lista cerrada y bloqueada. Se asigna a cada lista los escaños según el método d'Hondt.

## Composición del Concejo Provincial de Chiclayo
La siguiente tabla muestra la composición del Concejo Provincial de Chiclayo antes de las elecciones.
| Partidos | Partidos                                                    | Concejales |
| -------- | ----------------------------------------------------------- | ---------- |
|          | Coalición Partido Aprista Peruano - Unión Nacional Odriísta | 9          |
|          | Alianza Acción Popular - Democracia Cristiana               | 5          |

## Partidos y candidatos
A continuación se muestra una lista de los principales partidos y alianzas electorales que participaron en las elecciones:
| Candidatura | Candidatura | Partidos y alianzas | Candidatos | Candidatos               | Ideología                                  | Resultado previo | Resultado previo | Ref. |
| Candidatura | Candidatura | Partidos y alianzas | Candidatos | Candidatos               | Ideología                                  | Votos (%)        | Con.             | Ref. |
| ----------- | ----------- | --- | ---------- | ------------------------ | ------------------------------------------ | ---------------- | ---------------- | ---- |
|             | AP–DC       | Lista - Alianza Acción Popular - Democracia Cristiana (AP–DC) – Acción Popular (AP) – Partido Demócrata Cristiano (DC) |            | Arturo Pastor Boggiano   | Liberalismo Humanismo Democracia cristiana | 35.6%            | 5                |      |
|             | IND         | Lista - Lista Independiente Frente del Pueblo Chiclayano                                                               |            | Alfredo Montenegro Oliva | Localismo chiclayano                       | Nuevo            | Nuevo            |      |
|             | IND         | Lista - Lista Independiente Frente de la Chiclayanidad                                                                 |            | Carlos Zoeger Silva      | Localismo chiclayano                       | Nuevo            | Nuevo            |      |
|             | IND         | Lista - Lista Independiente Social Independiente                                                                       |            | Carlos Díaz Olivos       | Localismo chiclayano                       | Nuevo            | Nuevo            |      |

## Resultados

### Sumario general
|                        |                                                       |              |              |              |           |           |
| Partidos y coaliciones | Partidos y coaliciones                                | Voto popular | Voto popular | Voto popular | Regidores | Regidores |
| Partidos y coaliciones | Partidos y coaliciones                                | Votos        | %            | +/−          | Total     | +/−       |
|                        | Lista Independiente Frente del Pueblo Chiclayano      | 22,464       | 49.12        | n/a          | 11        | +11       |
|                        | Alianza Acción Popular - Democracia Cristiana (AP–DC) | 22,004       | 48.11        | n/a          | 9         | +4        |
|                        | Lista Independiente Frente de la Chiclayanidad        | 854          | 1.89         | n/a          | 0         | ±0        |
|                        | Lista Independiente Social Independiente              | 415          | 0.91         | n/a          | 0         | ±0        |
|                        |                                                       |              |              |              |           |           |
| Total                  | Total                                                 | 45,737       |              |              | 20        | +6        |
|                        |                                                       |              |              |              |           |           |
| Votos válidos          | Votos válidos                                         | 45,737       | 91.46        | n/a          |           |           |
| Votos en blanco        | Votos en blanco                                       | 2,101        | 4.20         | n/a          |           |           |
| Votos nulos            | Votos nulos                                           | 2,169        | 4.34         | n/a          |           |           |
| Votos emitidos         | Votos emitidos                                        | 50,007       | n/a          | n/a          |           |           |
| Abstenciones           | Abstenciones                                          | n/d          | n/a          | n/a          |           |           |
| Votantes registrados   | Votantes registrados                                  | n/d          |              |              |           |           |
|                        |                                                       |              |              |              |           |           |
| Fuente:                |                                                       |              |              |              |           |           |

## Elecciones municipales distritales

### Resultados por distrito
La siguiente tabla enumera el control de los distritos de la provincia de Chiclayo. El cambio de mando de una organización política se resalta del color de ese partido.
| Distrito            | Alcalde(sa) titular         | Partido político           | Partido político           | Alcalde(sa) electo(a)       | Partido político           | Partido político             |
| ------------------- | --------------------------- | -------------------------- | -------------------------- | --------------------------- | -------------------------- | ---------------------------- |
| Chongoyape          | Sin información disponible  | Sin información disponible | Sin información disponible | Franco Mundaca Torres       |                            | Frente del Pueblo Chiclayano |
| Eten                | Sin información disponible  | Sin información disponible | Sin información disponible | José Castro Reyes           |                            | Frente del Pueblo Chiclayano |
| Eten Puerto         | Humberto Campos Falla       |                            | Coalición APRA-UNO         | Santiago Casusol Reyes      |                            | Alianza AP-DC                |
| José Leonardo Ortiz | Sin información disponible  | Sin información disponible | Sin información disponible | José Vílchez Peralta        |                            | Frente del Pueblo Chiclayano |
| Lagunas             | Sin información disponible  | Sin información disponible | Sin información disponible | Temístocles Sarabia Burga   |                            | Frente del Pueblo Chiclayano |
| Monsefú             | Juan Custodio Algarate      |                            | Coalición APRA-UNO         | Ángel Bartra Gonzales       |                            | Alianza AP-DC                |
| Nueva Arica         | Bremel Castañeda            |                            | Coalición APRA-UNO         | Héctor Gallardo Castañeda   |                            | Frente del Pueblo Chiclayano |
| Oyotún              | Sin información disponible  | Sin información disponible | Sin información disponible | Sin información disponible  | Sin información disponible | Sin información disponible   |
| Picsi               | Sin información disponible  | Sin información disponible | Sin información disponible | Alejandro Quiroz Silva      |                            | Frente del Pueblo Chiclayano |
| Pimentel            | Temístocles Rojas Rodríguez |                            | Coalición APRA-UNO         | María Heysen de Arbulú      |                            | Frente del Pueblo Chiclayano |
| Reque               | Sin información disponible  | Sin información disponible | Sin información disponible | César Lluen Tantachuco      |                            | Frente de Renovación Popular |
| Santa Rosa          | Sin información disponible  | Sin información disponible | Sin información disponible | Encarnación Bernal Gordillo |                            | Frente del Pueblo Chiclayano |
| Saña                | Andrea Gonzales Correa      |                            | Coalición APRA-UNO         | Andrea Gonzales Correa      |                            | Frente del Pueblo Chiclayano |